# Giovanni Battista Centurione
Giovanni Battista Centurione (Génova, 1603 - Génova, 1692) foi o 114.º Doge da República de Génova e rei da Córsega.

## Biografia
A eleição como Doge de Centurione, a sexagésima nona na sucessão bienal e a centésima décima quarta na história republicana, que ocorreu a 15 de outubro de 1658, foi decidida pela primeira vez pelos nobres genoveses de 1237 e não pelos 400 representantes do Grande Conselho da República. Como Doge, ele também foi investido no cargo bienal de rei da Córsega. Durante o seu mandato foi tolerante e protegeu os judeus com a concessão do livre comércio em Génova, apesar dos fortes atritos com a Igreja Católica e a Inquisição. Ele deixou o cargo no dia 15 de outubro de 1660. Centurione faleceu em Génova em 1692.